# Campeonato Africano de Judo de 2009
El XVIII Campeonato Africano de Judo se celebró en Puerto Louis (Mauricio) entre el 30 de abril y el 3 de mayo de 2009 bajo la organización de la Unión Africana de Judo.
En total se disputaron dieciséis pruebas diferentes, ocho masculinas y ocho femeninas.

## Resultados

### Masculino
| Evento            | Oro                       | Plata                      | Bronce                                                       |
| ----------------- | ------------------------- | -------------------------- | ------------------------------------------------------------ |
| –60 kg            | Alaa El-Idrisi Marruecos  | Mohamed El-Kawisah Libia   | Ibrahim Awad · Egipto · Elie Norbert · Madagascar            |
| –66 kg            | Amin El-Hadi · Egipto     | Rachid Rguig Marruecos     | Mohamed Bugorfa Argelia Tageot Rafaeliarison Madagascar      |
| –73 kg            | Seifedin Ben Hasen Túnez  | MacLeon Paulin Mauricio    | Husein Hafiz · Egipto · Nuredin Yagubi · Argelia             |
| –81 kg            | Safuan Ataf Marruecos     | Hatem Abdelajer · Egipto   | Mohamed Fadel Gazuani Túnez Davy Huhues Moussavou Gabón      |
| –90 kg            | Hesham Mesbah · Egipto    | Dieudonne Dolassem Camerún | Lyes Buyacub Argelia Patrick Trezise Sudáfrica               |
| –100 kg           | Ramadan Darwish · Egipto  | Hasan Azun Argelia         | Franck Moussima Camerún Ndibu Mushi R. D. del Congo          |
| +100 kg           | Islam El-Shehabi · Egipto | Anis Chedli Túnez          | Amar Belgasem Argelia Cedric Mandembo Kebika R. D. del Congo |
| Categoría abierta | Islam El-Shehabi · Egipto | Mohamed Merbah Marruecos   | Faisal Yabalá Túnez Franck Moussima Camerún                  |

### Femenino
| Evento            | Oro                    | Plata                      | Bronce                                                    |
| ----------------- | ---------------------- | -------------------------- | --------------------------------------------------------- |
| –48 kg            | Meriem Musa Argelia    | Chahnez Mbarki Túnez       | Mahitab Faruk · Egipto · Christianne Legentil · Mauricio  |
| –52 kg            | Ratiba Tariket Argelia | Nina Langenhoven Sudáfrica | Hanan Kerumi Marruecos Amani Jalfaui Túnez                |
| –57 kg            | Lila Latrus Argelia    | Hayer Barhumi Túnez        | Fatima Zohra Chakir Marruecos Séverine Nébié Burkina Faso |
| –63 kg            | Fary Seye Senegal      | Aida Mezerna Argelia       | Audrey Catherine · Mauricio · Ayah Mohamed Emad · Egipto  |
| –70 kg            | Kahina Hadid Argelia   | Sarra Wahid · Egipto       | Asma Byaui Túnez Monica Bwanga Misenga R. D. del Congo    |
| –78 kg            | Rachida Uerdan Argelia | Samar Salah · Egipto       | Huda Miled Túnez Christelle Okodombe Camerún              |
| +78 kg            | Nihel Sheij Ruhu Túnez | Aminata Diatta Senegal     | Rania El-Kilali · Marruecos · Samah Ramadan · Egipto      |
| Categoría abierta | Nihel Sheij Ruhu Túnez | Samah Ramadan · Egipto     | Christelle Okodombe Camerún Amina Temar Argelia           |

## Medallero
| Núm. | País            | Oro | Plata | Bronce | Total |
| ---- | --------------- | --- | ----- | ------ | ----- |
| 1    | Egipto          | 5   | 4     | 5      | 14    |
| 2    | Argelia         | 5   | 2     | 5      | 12    |
| 3    | Túnez           | 3   | 3     | 5      | 11    |
| 4    | Marruecos       | 2   | 2     | 3      | 7     |
| 5    | Senegal         | 1   | 1     | 0      | 2     |
| 6    | Camerún         | 0   | 1     | 4      | 5     |
| 7    | Mauricio        | 0   | 1     | 2      | 3     |
| 8    | Sudáfrica       | 0   | 1     | 1      | 2     |
| 9    | Libia           | 0   | 1     | 0      | 1     |
| 10   | R. D. del Congo | 0   | 0     | 3      | 3     |
| 11   | Madagascar      | 0   | 0     | 2      | 2     |
| 12   | Burkina Faso    | 0   | 0     | 1      | 1     |
| 12   | Gabón           | 0   | 0     | 1      | 1     |
|      | TOTAL           | 16  | 16    | 32     | 64    |